# Bari Sādri
Bari Sādri är en ort i Indien.   Den ligger i distriktet Chittaurgarh och delstaten Rajasthan, i den centrala delen av landet, 500 km sydväst om huvudstaden New Delhi. Bari Sādri ligger 500 meter över havet och antalet invånare är 15 616.
Terrängen runt Bari Sādri är platt. Runt Bari Sādri är det ganska tätbefolkat, med 179 invånare per kvadratkilometer. Det finns inga andra samhällen i närheten. Trakten runt Bari Sādri består till största delen av jordbruksmark.